# (65657) Hube
(65657) Hube (1982 QB4) – planetoida z pasa głównego asteroid okrążająca Słońce w ciągu 4,3 lat w średniej odległości 2,64 j.a. Odkryta 16 sierpnia 1982 roku.